# 碇シンジ
碇 シンジ（いかり シンジ）は、日本のアニメーション作品『新世紀エヴァンゲリオン』および『ヱヴァンゲリヲン新劇場版』、その派生作品に登場する架空の人物で、同作の主人公である。担当声優は緒方恵美。

## プロフィール

### アニメ・漫画版 共通
主人公。父は碇ゲンドウ、母は碇ユイ。同居人は家主であり上司兼保護者のNERV戦術作戦部作戦局第一課 課長の葛城ミサト、EVA弐号機パイロットの惣流・アスカ・ラングレー、ミサトのペットでペンギンのペンペン。
エヴァンゲリオン（EVA）とのシンクロには天才的な才能を見せる。
容姿は顔立ちに関してはミサトから「可愛らしい」と言われている。キャラクターデザインを担当した貞本義行によると、シンジは従来のヒーローらしい熱血漢ではなく、女性的な繊細さや清潔感とともに、冷めたやる気のなさを持ち自分の殻を作る「現代っ子」のキャラクターとして作られた。デザイン的には、牛若丸や日本武尊などの、日本古来のヒーロー像にある中性的な美少年がイメージされ、その女性的要素は『ふしぎの海のナディア』の少女キャラクター・ナディアの顔をおだやかに描いて、まつげを取り髪型を変えたかたちになっている。
- 生年月日：2001年6月6日[4]
- 血液型：A型[4]
- 年齢：14歳[4]
- 身長：157cm
- 所属：NERV/EVA初号機専属操縦者[4]、第3新東京市立第壱中学校2年A組
- 特技：チェロ演奏、料理

## テレビ版・旧劇場版
本作品の主人公。父ゲンドウ・母ユイの息子として生まれる。エヴァンゲリオン初号機のパイロット（3人目の適格者＝サードチルドレン）。一人称は僕。

### 経歴
2004年に行われた初号機の起動実験において目の前で母を失い、その後まもなく父により「先生」と呼ばれる人物の元に預けられる。そして作中舞台となる2015年、突如、父により、NERV本部がある第3新東京市に呼ばれて初号機の専属パイロットに命じられる。上司である葛城ミサトと同居生活することになり、EVAのパイロットとして使徒殲滅の任務に就くかたわら、同市内の市立第壱中学校に通うことになる。
度重なる使徒との戦い、父との確執、ミサトをはじめ、同パイロットである綾波レイや惣流・アスカ・ラングレー、そして友人となる鈴原トウジや相田ケンスケとの出会い・交流の中で、シンジは苦悩・葛藤し、傷つきながらも少しずつ成長していき、自分の存在意義を求めていく。
しかし、次第に状況は過酷なものとなり、度重なる悲劇からシンジは精神的に疲弊していく。そんな中、渚カヲルを自らの手で殺したことで心を完全に閉ざし、ゼーレによりその不安定な精神を人類補完計画発動の依り代とされてしまう。リリスと融合したレイの意思により全ての決定権を委ねられ、一度は他者の存在しない裏切りや傷つきのない世界を望むが、最終的には「もう一度皆に会いたい」という想いから、補完計画を破綻させた。また、テレビ版では自己の存在を肯定することで補完を破綻させる。

### 性格

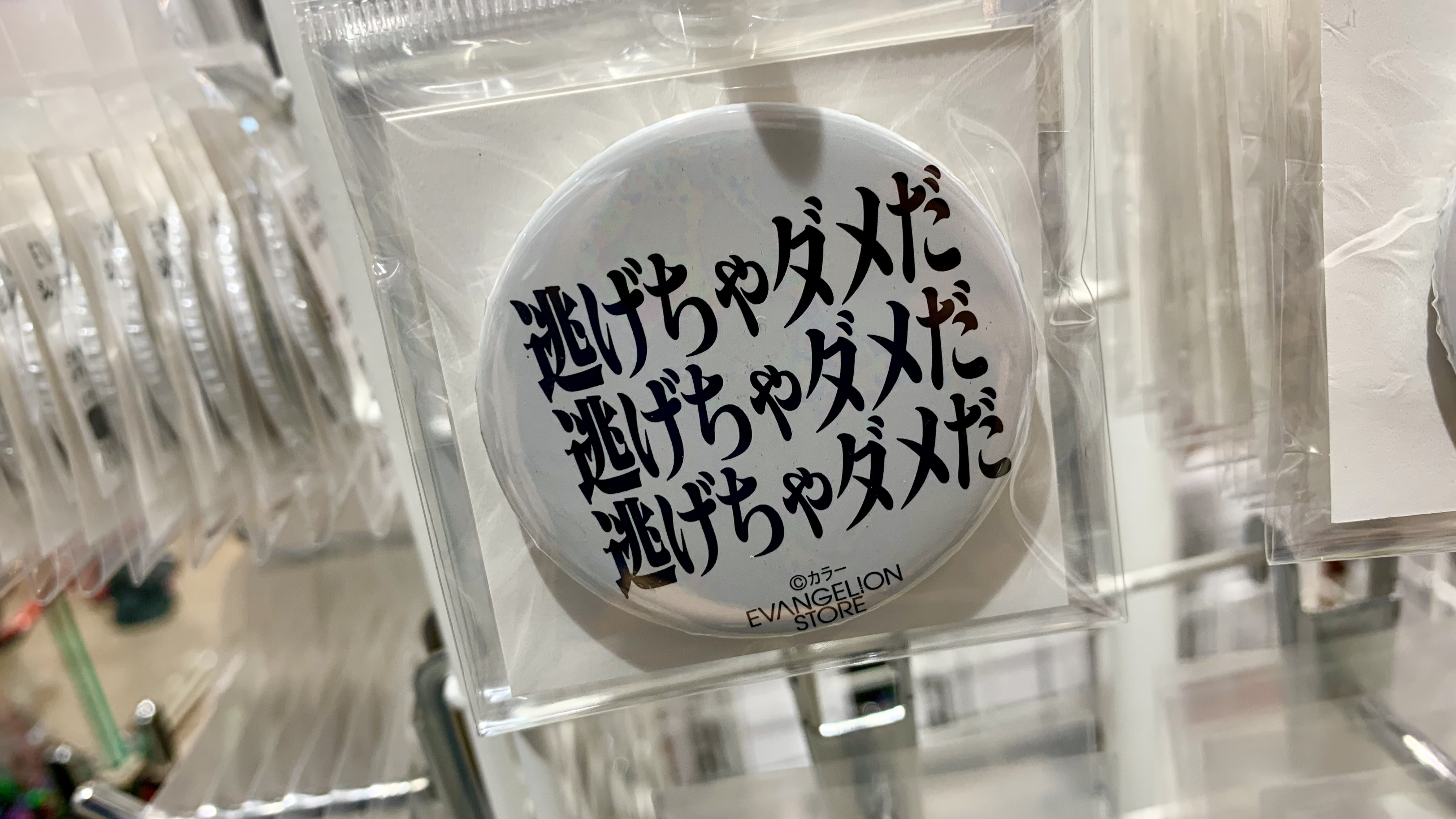
「逃げちゃダメだ」と記された缶バッジ（公式グッズ）

幼少時に母親を亡くし、父親に捨てられたことから家族の絆や愛情というものを知らず、それがトラウマになっている。そのことから強烈に愛情に飢えており、自分の存在価値に疑問を抱き、ややナイーブで内向的な性格をしている。自分の居場所を周囲に求めながらも、痛みを恐れるあまり互いの傷つかない距離を保とうとし、その結果、表面的な付き合いをする傾向にある。
父親を苦手とし反発する一方で、内心では分かり合いたい、愛されたいという屈折した感情を抱いており、EVAに乗る理由も「父親に認められたいから」というもの。「逃げちゃダメだ」と自分に言い聞かせるセリフは、強迫観念を表すだけでなく、監督の庵野秀明自身の制作当時の心境を映したものでもある。
アスカから「すぐに謝りすぎ」と言われるほどに些細な事でも謝罪するなど、他人との深いコミュニケーションが苦手とされているが、ゲンドウ以外の人物に対しては極端に苦手という描写はなく、誰とでもそつなく会話をこなし、表面上は社交性がある。大人と対等に口をきく一方、ごく普通の中学生らしい様子を見せ、次第に感情を表に出すようになる。また切羽詰った状況下では考えるよりも行動するタイプで、対使徒戦では勇敢な姿勢や表情をみせることもある。また、控えめな性格で、優柔不断で状況に流されやすい性格と捉えられることが多いが、庵野の考えでは「自分が決めたら、梃子でも動かないような、頑なで他人を気にしない性格」だという。なお、葛城ミサトの部屋を片付けたり、綾波レイの埃っぽい部屋に躊躇するなど少々潔癖症がみられる。

### 交流（テレビ版・旧劇場版）
葛城ミサト
同居人であり保護者かつ上司。家ではミサトがほとんど家事をしないため、代わりに家事を担当し、そのずぼらな性格に呆れながらも、家族を知らないシンジにとっては大きな存在となり、叱咤激励を受けながら次第に心を開いていく。しかし初搭乗時の際の「だめよ、逃げちゃ。お父さんから、何よりも自分から」という言葉は後押しになった反面、強迫観念のようにシンジの心を抑えつけることになる。
劇場版では互いにむき出しの感情をぶつけ合い、口づけと共にクロスのペンダントを渡され、シンジはそれを最後まで握り締めつつ補完計画に身を投じる。
綾波レイ
同僚でありクラスメイト。自分よりも父に近い存在だったことで興味を抱き、彼女の空虚ながらも毅然とした態度はシンジの心に強い衝撃を与える。ヤシマ作戦を境に彼女との間には絆のようなものが生まれ、互いに徐々に距離が近づいていく。彼女を意識しつつも時に母性を感じることもあり、また気持ちを表に出すことを苦手とする両者が関わることにより、互いの人間的な成長が促されていく。しかし終盤、彼女の死と真相を知ったことで、シンジは困惑してしまう。
劇場版では補完計画の最中、シンジは彼女との会話の中で「もう一度みんなに会いたい」という他者が存在する世界を選択する。
惣流・アスカ・ラングレー
同僚であり同居人かつクラスメイト。シンジと正反対ともいえる彼女の性格は、シンジの心を外に向けさせる効果になり、互いに口論をする場面なども見られる。時に異性として意識することもあったが、対抗心や愛憎に近い感情を向けられ、シンジを戸惑わせる存在となる。
劇場版では薬で眠っているアスカに助けを求め、偶然晒け出された彼女の半裸に欲情して自慰を行い、激しく自己嫌悪する。そして精神世界で強い愛憎を向けられるが、シンジの感情は非常に曖昧なものであり、楽な居場所として彼女の存在を求めたことで拒絶される。その後、自らが望んだ他人のいる世界で、彼女は最初の他人となる。
碇ゲンドウ
実父であり上司。自分を捨てたゲンドウに対し、シンジは反発し憎みながらも愛情を求め、屈折した感情を向ける。NERV入所時から冷たい態度を向けられるが、第10使徒戦で「よくやったな、シンジ」と褒められたことで、自分がEVAに乗る理由が「父に褒められたいから」と自覚するようになる。最終的に和解には至らなかったものの、父に与えられたEVAにより、シンジは自分の居場所や、自分を必要としてくれる存在を見出すことになる。
鈴原トウジ・相田ケンスケ
クラスメイト。紆余曲折を経て友人になった彼らの存在は思いのほか大きく、彼らといる時のシンジは年頃の少年らしい表情を見せ、内向的な性格の改善にも繋がっていく。
渚カヲル
初めて自分のことを「好き」と言ってくれた存在であり、自分を肯定してくれる彼は、親しい人たちを失い疲弊していたシンジにとって非常に大きな存在となった。それだけに、彼が使徒だと知った時の心の傷は深く、また自らの手で殺したことにより、シンジの心に追い討ちをかけるものとなる。

## 漫画版
漫画版では、アニメ版の特徴的台詞だった「逃げちゃダメだ」を口にしなかったり、嫌悪するゲンドウと自らの意思で向き合おうとする場面や初めてエヴァに乗った際にも心の中で「ふん、おもしろいじゃないか、やってやる!」と言ったり、初めて会ったミサトに対しこちらも心の中とはいえ「ヘンな女」と辛辣な表現で言い放つなど性格に差異が見受けられる。アニメ版においてのシンジはナイーブであることがストレートに伝わる反面、漫画版においては「ごく普通の少年」もしくは「冷めた子供」というキャラクターで成り立っている。これらの差異は、漫画版を担当している貞本によると、「小・中学校で委員長だった庵野監督とおちこぼれだった自分との違いが、シンジの性格に表れている」「テレビアニメ版のシンジは優等生的だが、漫画版のシンジは子供っぽくひねくれている」とのこと。
母・ユイの死後、第3新東京市に来るまで、父・ゲンドウにより伯父（ユイの兄）の家族に預けられていた。表面上は平凡な生活を送っていたが、ユイの死による噂や世間体、伯父一家との関係を気にしていたため、複雑な環境で育つ。これが原因で、シンジ自身に「良い子でいなければいけない」という生き方を強要させ、人格に少なからぬ影を落としていた。また、本来は器量の良い性格だが、周囲には冷淡で協調性がない内向的な優等生としてふるまっていた。
物語後半で心理的に追い詰められていく物語の進行そのものにほぼ変化はないが、レイとはより親交関係を深める描写が多くあり、レイをよく気にかけ、互いに手を繋いて心を通わせたり、彼女の死の際には「君を失いたくない」と涙するほどで、彼女に対する想いの強さがうかがえる。レイと相思相愛の仲になる点は漫画版のファクターとなっている。
フィフスチルドレンである使徒タブリス＝渚カヲルはアニメ版に比べ早くから登場するが、距離感の取り方が分からず遠慮無く接してくるカヲルに対して強気な態度で接することも多く、アニメ版のような依存・傾倒はほとんどしなかった。この心境は「（失って傷つくくらいなら）友達なんか最初からいない方がマシ」という意識から来ていたが、初号機で使徒タブリスを扼殺した後、「好きになってはいけないと思っていたのにいつの間にか渚カヲルに惹かれていた」とミサトに吐露している。
アスカに対してはアニメ版同様に振り回されたり困惑する場面も多いが、異性として意識することもあり、キスでは棒立ちだったアニメ版と異なり、アスカの両肩を抱いて未遂となると惜しむ描写や、またアスカが精神崩壊すると毎日のように病室に通って気づかう描写がなされている。貞本によるとレイはシンジにとって母性の象徴である一方、アスカはシンジのあこがれの異性の象徴として位置付けられている。また、イスラフェル戦後にアスカの希望で同居している。
戦略自衛隊のNERV本部襲撃の際は、ベークライトで硬化封印されたEVA初号機を見て、諦めて何もしなかった劇場版とは異なり、「動いてよ、母さん!!」と初号機に呼びかけ、ミサトとの約束を果たそうとする意欲を見せる。そして、初号機に搭乗して本部地上に出た後、量産機に追い詰められたアスカの弐号機を間一髪で救出し善戦するも、再起動した量産機に追い詰められると、シンクロ率は250%に達し、初号機は劇場版同様に4枚の羽を広げ、宇宙からロンギヌスの槍を呼び寄せる。そして、劇場版同様に人類補完計画の依り代とされ、レイ＝リリスの問いかけと共に、幼いころの欠落していた記憶まで含めた過去のフラッシュバックが起き、全てが徒労に終わり絶望したこともあり、自分の殻にこもり、「誰も苦しまないように」するため、世界の終わりと、誰もいない悲しみや傷つきのない世界を願う。しかし、補完された世界でレイとの再会を果たした際、「レイと心を通わせられた経験」と「幼いころのユイとの“約束“」を思い出したため、全てを肯定した上で「父さん（＝ゲンドウ）の言う通りに“人は分かり合えない”ということが本当なのか、自らで確かめなければいけない」と決断、レイともう一度手を繋ぎ、補完を否定し元の世界を望んだため、レイと別れることになった。
全ての戦いが終わった後、本編から長い時間をかけて復元された世界において、明城学院を受験するために上京しており、電車から降りる際にアスカとケンスケと出会う。最後は、物語冒頭とリンクしつつも、ミサトのペンダントを傍らに、「未来は無限に広がっている。自分の歩く道は自分の足で捜す」というシンジ自身の前向きな独白で物語の幕は閉じられる。

### パラレル作品
『新世紀エヴァンゲリオン 鋼鉄のガールフレンド2nd』（漫画：林ふみの）では、鈍感であるものの、心優しい健全な少年として描かれている。
『新世紀エヴァンゲリオン 碇シンジ育成計画』（漫画：高橋脩）では、両親共に健在であり、戦いの無い世界でごく普通の中学生として描かれている。作風から、女性陣の胸を揉んでしまったりスカートの中に顔を突っ込むといったラッキースケベキャラとしての描写が多い。
『新世紀エヴァンゲリオン 学園堕天録』（漫画：眠民）では漫画版に近い性格である他、「加持とは親交がある」などの設定が追加されている。

## 新劇場版
主人公。EVA初号機のパイロット（”第3の少年”）。一人称は「僕」。父は碇ゲンドウ、母は碇ユイ。
新劇場版では、シンジはレイをはじめ周囲の人々とより能動的に関わり、守ろうとする姿勢が描かれるようになっていく。これはシンジの性格設定が変更されたわけではなく、鶴巻からも「序のシンジは旧世紀版第壱話〜第六話と同じ」とコメントされている。違いが見られるのは、旧世紀版に比べ、ミサトがシンジと向き合うようになったことをはじめ、周囲の人間の対応が変わったことによりシンジの反応も変化したためである。
しかし、3作目である『Q』になってからは、14年前（『破』）にサードインパクトの元凶に意図せずになってしまったことから、人間関係は一気に悪化。一時の友情を育んだカヲルも自身を守るために命を落としてしまったことから、原作の終盤と同じく、深く心が傷付くことになる。

### 新劇場版:序
旧世紀版と同じくエヴァンゲリオンの3番目のパイロット（第3の子供または第3の少年）に選ばれる。序盤から中盤にかけてはほぼ同じであるが、第6の使徒の攻撃を受けて瀕死の状態に至り、エヴァンゲリオンへの搭乗を拒絶した際、ミサトによってL-EEE（レベルトリプルE：扉にセントラルドグマとの表記）へと連れて行かれ、第2の使徒リリスの存在を知る。そこでミサトから、使徒がリリスと接触すると人類は滅亡すること、NERV本部の面々も死ぬ覚悟で使徒と戦っていることを説かれる。さらに鈴原トウジ、相田ケンスケといった理解者を得たことで、それがEVAに乗る明確な理由となり、再度第6の使徒と交戦した際には、恐怖を感じながらも果敢な姿勢を見せ、使徒を殲滅する。
旧世紀版では学校用の鞄は手提げ鞄だったが、新劇場版ではリュックになっている。

### 新劇場版:破
冒頭にてゲンドウと共にユイの墓参をする。ミサトに促されてのことだが、断絶状態の父と会話出来たことを素直に喜ぶ。他者との交流に食事・料理・弁当などが用いられ、能動的に他者と関わっていく姿が描かれていく。テレビ版同様にユーロから転任したアスカとの同居生活が始まる。クラスメイトたちと海洋研究施設を訪れたり、特にレイに対しては物語序盤より気にかけるようになり、アスカに強要されたついでとはいえ、自身を含めて4人分の手作り弁当を作り、アスカ、ミサト、レイにふるまうなど明らかな変化が見られる。また加持に誘われて農作業の手伝いをすることになり、ミサトがなぜNERVに入ったかを教えられ、彼女を守ってくれと頼み込まれる。シンジの優しさはアスカ、レイに影響を与え、孤高を気取っていたアスカはシンジに心を開いて好意を抱くようになる。恋愛に無自覚なレイもシンジに好意を抱くようになり、シンジとゲンドウを完全に和解させるため「食事会」を計画する。
テレビ版と同じく「父に認めてもらうためにEVAに乗る」という動機は明確に描かれ、アスカにもそのことを打ち明ける。愛用しているS-DATは昔の父の持ち物であり、それを使うことで父が嫌な世界から自分を守ってくれているように思えた。エヴァパイロットとしても突出して優秀で第8の使徒戦で三体のエヴァが擱座した後もシンジのシンクロ率は60%台と、なおも高い数値を維持していた。
だが、第9の使徒戦で全てが暗転する。当初はレイが乗る予定だった3号機に食事会の日程を気に掛けたアスカが乗ったことで第9の使徒に取り込まれる。プラグ内にアスカがいることで攻撃を躊躇して追い込まれるシンジの初号機に見切りをつけたゲンドウがダミーシステムを使用。シンジの手を離れた初号機は第9の使徒を蹂躙した挙げ句にアスカを乗せたままのエントリープラグを破壊する。この一件への怒りから初号機に篭城するところまでは旧世紀版と同様だが、『破』ではただの恫喝に留まらず実際にNERV本部の破壊行動に及んで外部からL.C.L.の圧縮濃度を上げられ、断念させられた。また、ゲンドウに対する拒絶からS-DATを捨てる。
エヴァに乗ることを断固として拒否してネルフを退去。第三新東京市を離れるためにモノレールへ乗車するも上強羅駅到着前に第10の使徒の襲来による非常停車が行われ、ジオフロントのシェルターへ避難する。しかし、ジオフロントに侵入した第10の使徒とエヴァ弐号機、零号機の交戦により避難先のシェルターが危険区域に指定され、さらに別のシェルターへ避難指示が出されるが、そのシェルターに1人留まるという自殺行為に及ぶ。偶然にもマリが乗る大破した2号機がシェルターに突っ込み、脱出を促されたことでジオフロントの惨状、そしてエヴァ零号機ごと綾波レイが第10使徒に捕食・吸収されるのを目の当たりにし、再びエヴァに乗ることを決心する。ダミーシステムを拒絶する初号機に対し、なおも同システムによる起動を強行し続けるゲンドウの前に現れ、「僕はエヴァンゲリオン初号機パイロット、碇シンジです」と強弁して初号機に搭乗。第10の使徒がネルフ本部への直接攻撃に及び、ミサトをはじめネルフスタッフが死を覚悟する状況に間一髪で登場し、使徒の攻撃から盾となって彼女たちを救う。
第10の使徒により片腕を落とされる激痛を堪えて奮闘するもエネルギー切れに陥り、さらに第10の使徒により初号機ごと地面に強打させられ、シンジ自身も大量の血を口から吐く。だが「綾波を返せ」というシンジの言葉と共に初号機が再起動、擬似シン化第1覚醒形態へ覚醒。第10使徒を圧倒的な力でねじ伏せる。さらに、第10使徒内に取り込まれたレイ自身から助けを拒まれてもなお「綾波は綾波しかいない」として、使徒のコアから強引にレイを引きずり出す。この時のプラグ深度は180を超え、目の色は赤く変色している。初めて自分の意志でエヴァに乗り、自分の意志でレイを助けようというシンジをミサトは「行きなさい」と後押しした。
初号機と第10の使徒の融合により覚醒状態に陥り、神に近い存在となった初号機によるサードインパクトが始まろうとしたとき、突如上方からカシウスの槍が初号機を貫き、サードインパクトの発生は一旦は阻止され、渚カヲルが搭乗するエヴァ6号機 (Mark.06) が飛来する。これは次作の『Q』では「ニアサードインパクト」と呼称される。

### 新劇場版:Q
前作から14年後、第10の使徒戦での自らの行動が原因で、想像を遥かに超えた深い絶望に苛まれることになる。
第10の使徒戦後、初号機に取り込まれたまま初号機ごと大気圏外に封印された状態にあったが、ゲンドウと冬月を除く元NERVのスタッフによって結成された反NERV組織である「WILLE（ヴィレ）」に回収された初号機から「検体BM-03」としてサルベージされ、ミサトらとの再会を果たすが、レイを助けようとした自身の行動がニアサードインパクトを引き起こしてしまったのが原因で、北上ミドリなどヴィレの一般人出身メンバーたちから恨みを抱かれ、肝心の真相を伝えられる間もなく、ミサトからは首に爆弾付きの首輪である「DSSチョーカー」を付けられ、エヴァに乗ることはおろか「何もするな」とまで言われ困惑、さらにエヴァとのシンクロ率は0%となっていて、記憶の最後から14年の歳月が過ぎていること、アスカが無事であることを知り再会を喜ぶも激しい怒りをぶつけられて罵られ、シンジの知る綾波レイはもういないことなどを告げられ愕然とする中、アヤナミレイ（仮称）の駆るエヴァMark.09がヴンダーを急襲、綾波と変わらぬ声を聞いたことで綾波は生きていると確信し、真相を知るミサトたちと激しい口論の末、彼女たちへの不信感と怒りに任せMark.09と共にNERV本部へと向かった。
廃墟同然と化したNERV本部で、再会したゲンドウには時が来たらエヴァに乗れとだけ言われ、アヤナミレイ（仮称）からも素っ気ない態度を取られた結果、完全に孤立状態となってしまう。そのような中で渚カヲルに出会い、彼に半ば依存する形で心を癒していくが、自動支給された着替えのワイシャツに「鈴原トウジ」の名前を見て不安に駆られ、カヲルに事の真相を問い、カヲルに世界の惨状を見せられながら、サードインパクトにより人類が壊滅的打撃を受けたこと、その元凶が「綾波レイを助ける」というシンジの願いで起こされたニアサードインパクトであること、多くの人々の命さえも奪ったことを告げられて愕然、それでも「レイを助けることは出来た」と自分に言い聞かせたが、冬月により、母である碇ユイがシンジの眼前でエヴァ初号機のコアへのエントリー実験の結果帰らず「その記憶さえ消去されていた」ことや、アヤナミレイ（仮称）を始めとする綾波シリーズの真相、そして何より助けたと思っていた綾波を助けられていなかったことを告げられた結果、意識が混濁しエヴァや人々、全てを拒絶し心を閉ざしてしまった。
唯一の支えであるカヲルさえ不信感から拒絶するが、カヲルはシンジにつけられた「DSSチョーカー」を外して自らの首に付け、『ロンギヌスの槍』と『カシウスの槍』、そして第13号機を使えば世界を修復することができるとシンジに告げ、その言葉を信じて彼と共に第13号機でセントラルドグマへと向かい、二本の槍をリリスから引き抜くため再びエヴァに乗ることを決意、ドグマ最深部にてネルフの目論見を阻止しようとするアスカの改2号機と交戦、苦戦しつつも退けた。しかし人類補完計画を目論むゲンドウらの罠により、槍は二本とも『ロンギヌスの槍』となっており、直前に真実に気付いたカヲルに制止されるも、「槍を手に入れて世界を元に戻したい」という藁にもすがる思いから、制止を聞かずに13号機を独断で操作し、強引に槍を引き抜いてしまった結果、エヴァMark.06の中から復活した第12の使徒の侵食を受け、カヲルが第1使徒から第13の使徒に堕とされると共に、彼をトリガーとして第13号機が第12の使徒を吸収して覚醒、フォースインパクトが発動してしまった。
本人は自らの意志と信じて行動したが、結果的にゲンドウの思惑通りに駒として動いたに過ぎず、再び自らの過ちにより惨状を引き起こしたことで、自責の念と罪の意識に苛まれる中、追い討ちをかけるようにカヲルの「DSSチョーカー」が作動しカヲルは絶命、既にシンジのコントロールを離れていた13号機はガフの扉を開き、マリが駆る8号機によりエントリープラグを緊急排出されたことでフォースインパクトは収束し、ガフの扉が閉じて事態は収束したが、精神的に完全に疲弊し虚脱状態に陥り、そこへ同じく生還したアスカとアヤナミレイ（仮称）が現れ、アスカに促されて共に赤い大地へと歩き出した。

### シン・エヴァンゲリオン劇場版𝄇
All About NEWSの石川カズキによれば、青年の姿に成長したラストシーンのみ声優が代わり、神木隆之介が演じている。

### 交流（新劇場版）
葛城ミサト
上司兼保護者。当初、シンジは一人暮らしの予定だったが、シンジへの同情から、ミサトが引き取るという形で同居する。
綾波レイ
クラスメイトで同じEVAパイロット。レイの怪我の状況を見てEVAに乗ることを決意する。『破』では肉が嫌いなレイに味噌汁を渡し、学校の弁当もシンジが作るようになる。
式波・アスカ・ラングレー
クラスメイトで同じEVAパイロット。アスカは『破』から登場し、シンジと共にミサトの家に同居する。当初は苗字の「式波」と呼んでいたが第8の使徒戦でとっさに「アスカ」と呼ぶ。シンジと初対面からはシンジに対しゲンドウの息子（親の七光り）だからエヴァのパイロットになったという立場に不快感を示し「ナナヒカリ（七光り）」と呼んでいたが第8の使徒戦後には「バカシンジ」と呼ぶこととし、代わりに「アスカ」と呼ぶことを許す。『Q』では身体は14歳のままだが28歳になったアスカに対し、冷凍睡眠で14歳の精神のままのシンジを年下扱いし「ガキ」、「ガキシンジ」「バカガキ」と呼んでいる。
碇ゲンドウ
NERV最高司令でシンジの父。長らく別居していたが、ゲンドウがシンジをEVAに乗せるために第3新東京市へ呼び出す。パイロットになってからも別居が続いていたが、『破』では2人でシンジの母、碇ユイの墓参りに行ったり、頑張ったシンジを褒める。第9の使徒戦では、ゲンドウが使徒に取り込まれたアスカもろとも倒そうと指示を出したため、親子関係は最悪となる。
鈴原トウジ、相田ケンスケ
クラスメイトでシンジの友人。トウジの妹（鈴原サクラ）が初号機の初陣となった第4の使徒戦で戦闘に巻き込まれ怪我をしたことを理由にトウジはシンジを殴る。その後、第5の使徒戦において戦闘を見るために2人でシェルターから抜け出してシンジの乗る初号機に助けられ、戦闘で苦しむシンジを見たことで同情し、シンジとトウジは和解する。以後登下校含め学校での行動を共にし、海洋研究所への見学にも2人で同行する。
渚カヲル
大半が廃墟と化したNERV本部でシンジが出会った少年。シンジは初対面時には警戒していたが、ピアノの連弾や一緒に星空を見るなどの交流の末に友人となる。

## ゲーム版
『新世紀エヴァンゲリオン 鋼鉄のガールフレンド 特別編』の追加エンディングにおいては、やけ酒ならぬやけコーヒーを披露しており、14杯以上もコーヒーを飲み続けゴミ捨て場で酔いつぶれるというシーンがある。
『新世紀エヴァンゲリオン2』では、条件次第では最後まで和解できなかった原作とは異なりゲンドウと和解し、二人で並んで釣りをするエンディングを見ることが出来る。
『名探偵エヴァンゲリオン』では内向的な性格はさほど変わってはいないが、全世界共通の模擬試験で1位となるほどの天才的な頭脳を持ち、NERVの特命捜査官に任命される。なお、シンジの回答によって3794件の未解決事件が解決したという。
「スーパーロボット大戦シリーズ」では、内向的な性格を反映して弱気な性格であることがほとんどである。
初参戦となった『スーパーロボット大戦F』では、あるシナリオにおいて出撃を拒否し、街を彷徨っていたところをアーガマに保護され、「他のロボットがいるなら使徒は倒せるし自分がエヴァに乗って戦う必要なんてない」と身勝手な言動をした挙げ句ブライト・ノアに殴られて「父さんにも殴られたことが無いのに」と、かつて一年戦争時に出撃拒否をして同じくブライトに殴られたアムロ・レイと同じ台詞を言い、ブライトから「今の貴様は逃げているだけ」、「始めは無理矢理だったとしても、自分で決めたことなら最後までやり通してみせろ!!」と檄を飛ばされ、さらにアムロから「エヴァに乗りたくないなら戦いが終わってからネルフの人たちに相談するんだ」、「だがその前に、なぜきみがエヴァに乗っていたのか、戦っていたのか、自分自身でよく考えてみてくれ」と諭されパイロットを続ける決意をする。また彼は「昔のアムロと似ている」と称されている。
『スーパーロボット大戦α』では家出して街を彷徨っていた時にロンド・ベル隊のパイロットに遭遇し、彼らの会話から再びエヴァに乗り込むことを決断する。『第3次スーパーロボット大戦α 終焉の銀河へ』では『α』の戦いを戦い抜いたことによる確かな自信を持ち、性格も強気になっている他、戦うことに悩んだり地球降下後にフレイ・アルスターを巡ってフレイの恋人であるサイ・アーガイルに暴力を振るったキラ・ヤマトを諭す場面もあった。
『スーパーロボット大戦L』以降は新劇場版の設定で登場。招集され第3新東京市に転校するまでは御崎町に住んでおり、早瀬浩一の後輩として設定されている。
『スーパーロボット大戦X-Ω』では「ゴジラシリーズ」とのコラボ企画として登場した『ゴジラ対エヴァンゲリオン』で初号機カラーに塗られた3式機龍乙型に乗った他、『エヴァンゲリオン ANIMA』の機体であるスーパーエヴァンゲリオンにも搭乗した（ANIMAは旧世紀版の3年後に当たる作品だが、本作品では新劇場版『序』『破』設定での14歳のシンジがそのまま搭乗した）。
『第3次スーパーロボット大戦Z 時獄篇 / 天獄篇』においても新劇場版設定で登場。『天獄篇』では『Q』が初参戦し、第13号機に搭乗した。
『スーパーロボット大戦V』ではシンジは「エヴァ搭乗前からトウジ、ケンスケと友人」という設定。暴走した初号機をマジンガーZがほぼ単独で止め、結果的に初陣で自身とトウジ、ケンスケが甲児一人に助けられ、恩義と親愛を感じる。また、未熟者トリオ（シンジ、バナージ、ハサウェイ）として竜馬とゲッターチームの猛特訓を受けて強く逞しく成長する。その後は「第6の使徒を仲間たちのフォローで撃破」「疑似シン化で第10の使徒を倒して綾波を救出し、第9の使徒から竜馬がアスカを助けたことで二人とも生き残り、ニアサードインパクトも発生しない」「暴走したマジンガーZEROを止める」と成長ぶりを存分に発揮し、心身共に逞しいシンジとして最終話を迎える。

## 名前の由来
苗字の由来は船の錨と、庵野秀明の大学時代の友人で、広告デザイナーの碇義彦から。名前のシンジは庵野秀明の友人である映画監督の樋口真嗣から。

## その他
- シンジ役はオーディションで決まらなかったため、テープ審査による2次オーディションが行われ、1次オーディションには参加していなかった緒方恵美が選ばれた[17]。緒方の自叙伝「再生（仮）」によれば、1994年夏、『美少女戦士セーラームーンS』の番組旅行に参加した際、演出担当の庵野に宿のエレベーターの中でオーディション参加を打診されたという。庵野は主役を緒方に演じてもらいたいと思っていたが、オーディション参加を断られたと聞いたので、2次を受けてほしいと緒方に交渉。緒方は1次オーディションを断った所属事務所に相談したが、事務所は「監督が声優に直接交渉するのはルール違反だ、絶対に参加させない」と激怒。結局緒方は事務所の反対を押し切る形でオーディションに参加した[18][19]。
- 2009年7月に発売されたNTTドコモのSH-06A NERV（シャープ製、AQUOS SHOT SH-06Aベース）にプリインストールされている「ひつじのしつじくん」はシンジのプラグスーツを着用している。同年8月には期間限定でマチキャラとしても配信された。

## 他作品への登場
庵野秀明やGAINAX・カラーが直接手がけた事例ではないが、2018年の連続テレビアニメーション『新幹線変形ロボ シンカリオン』（以下『シンカリオン』）において、劇中に登場するロボット「シンカリオン500 TYPE EVA」の運転士という設定で登場。声は原典同様、緒方恵美が担当。現実世界で展開された新幹線と『エヴァンゲリオン』のコラボレーション企画『新幹線：エヴァンゲリオン プロジェクト』から発展する形で登場することになった経緯を受け、「『シンカリオン』の世界に存在する碇シンジ」という設定になっている。同コラボ回には、洞木三姉妹（ヒカリ・コダマ・ノゾミ）、惣流・アスカ・ラングレー、綾波レイも登場している。また、音声のみながら葛城ミサトも登場している。また同作品の劇場版である『劇場版 新幹線変形ロボ シンカリオン 未来からきた神速のALFA-X』でも同様にコラボが行われている。後に、2021年から放送している同作の第2期『新幹線変形ロボ シンカリオンZ』においても第21話で登場し、前回のアスカ・綾波に加え碇ゲンドウも登場した。登場機体は「シンカリオンZ 500 TYPE EVA / シンカリオンZ 500ミュースカイ TYPE EVA」。

## 日本国外版での声優
- 英語
  - スパイク・スペンサー（英語版）
  - ケイシ・モンジロ（Netflix版）